# 贾寨镇
贾寨镇，是中华人民共和国河南省商丘市虞城县下辖的一个乡镇级行政单位。
属于豫东综合物流集聚区，目前由商丘市城乡一体化示范区代管。

## 行政区划
贾寨镇下辖以下地区：
新民村、民主村、刘场村、保卫村、万堤口村、利民村、治安村、张堤口村、万庄村、刘庄村、孟庄村、幸福村、孙楼村、潘庄村、菜园村、张庄村、前余庄村、八里堂村、刘老家村、褚庄村、后薛村、李菜园村、潘祖庙村、民便集村、张伍楼村、柴楼村、蔡小楼村、杨八集村、陈阁村和贺庄村。

## 特产
贾寨豆腐干又名贡品豆腐干、五香豆腐干。
贾寨人从清初始制作豆腐干，在乾隆年间被列为清廷贡品，传承至今。